# McMorrin-Gletscher
Der McMorrin-Gletscher ist ein Gletscher an der Fallières-Küste des Grahamlands auf der Antarktischen Halbinsel. Er fließt vom Mount Metcalfe in westlicher Richtung zur Marguerite Bay.
Das UK Antarctic Place-Names Committee benannte ihn 1964 nach Ian McMorrin (1938–2017), der für den British Antarctic Survey von 1961 bis 1963 auf der Stonington-Insel stationiert und 1962 an der Vermessung dieses Gebiets beteiligt war.